# دیوید تئودور نلسون ویلیامسون
(دیوید) تئودور نلسون ویلیامسون (معروف به دی تی ان ویلیامسون؛ ۱۵ فوریه ۱۹۲۳–۱۰ مه ۱۹۹۲) یک مهندس الکترونیک انگلیسی بود، برای طراحی تقویت‌کننده لامپی اولیه با وفاداری بالا معروف‌به تقویت‌کننده ویلیامسون بسیار شناخته شده‌است، که در اصل دارای لامپ‌های مارک "اُسرام" بود (مانند تریود "کینکلس" KT66 و تریود ال۶۳) که توسط شرکت لامپ ام او، که وی تا سال ۱۹۴۶ برای آن کار کرده بود، ساخته شده. این طرح در یک سری مقالات در مجله تأثیرگذار جهان بی‌سیم انگلیس منتشر شد که از ماه مه ۱۹۴۷ آغاز شد. او پس از انتقال به فرانتی به علاقه خود به های-فای و نوشتن برای جهان بی‌سیم ادامه داد و قبل از بازنشستگی در ۱۹۷۶ با رنک زیراکس در سال ۱۹۷۴ مدیر گروه مهندسی شد. وی در سال ۱۹۶۸ به عنوان عضو انجمن سلطنتی (اف‌آراس) انتخاب شد.

## سنین جوانی و تحصیل
ویلیامسون در ادینبورگ، از دیوید ویلیامسون و الی (نی نلسون) متولد شد. ویلیامسون‌ها در خانه‌ای در شهری بزرگ (در اصل مانس مجاور کلیسا) نزدیک تئاتر کینگ زندگی می‌کردند. پدرش که شغل اجاره اتومبیل را اداره می‌کرد، مردی فنی بود و تمام کارهای نگهداری از جمله لوله‌کشی، ساخت مبلمان و تبدیل کل خانه از گازی به برقی را با کمک اعضای خانواده انجام می‌داد. هنگامی که ویلیامسون جوان بود، از طریق یک مستخدمه بیماری سل گرفت، که باعث شد وی تا آخر عمر ضعیف شود و از پیوستن وی به هر یک از یگان‌های نیروی مسلح در طول جنگ جلوگیری کند. وی در مدرسه جورج هریوت تحصیل کرد، جایی که دو بار برای کسب علوم کاربردی رقابت کرد و برنده شد. در سال ۱۹۴۰، وی در مقطع کارشناسی مهندسی در دانشگاه ادینبورگ تحصیل کرد. اگرچه بعداً گفت که چیزهای زیادی آموخته‌است، خصوصاً در مورد هیدرولیک، مقاومت مواد و موتورهای گرمایی (از جمله چیزهای دیگر)، پس از عدم موفقیت در امتحان ریاضیات الزامی، در سال ۱۹۴۳ بدون مدرک، تحصیل را ترک کرد. به نظر می‌رسد که در آن زمان سوء تعبیر وجود داشته‌است، زیرا استادش به او گفته که مجاز به دریافت مدرک ممتاز است. وی در سال ۱۹۸۵ دکترای افتخاری را از دانشگاه دریافت کرد و در سال ۱۹۷۱ یکی هم از دانشگاه هریوت وات گرفت.